# Severed Heads

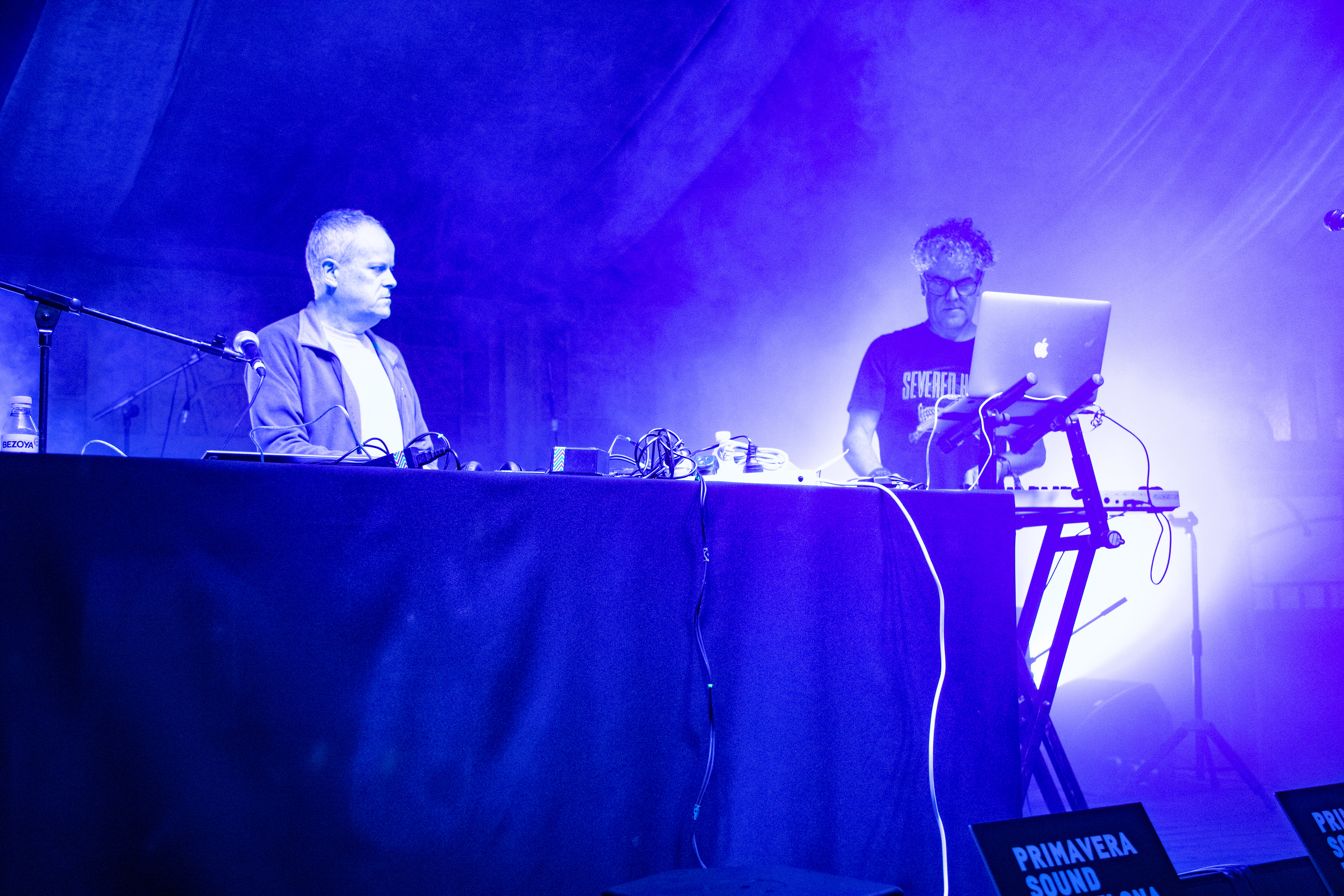
Severed Heads 2019

Severed Heads, austraiensisk musikgrupp bildad i slutet av 1970-talet som Mr and Mrs No Smoking Sign. Gruppen hörde till samma scen som till exempel SPK, och var klart influerade av Chrome, Throbbing Gristle och Kraftwerk, bland annat Till skillnad från andra så kallade "industri"-band hade dock S. redan från början en tydligt markerad humor och en satirisk agenda.
Till debuten 1979 med det experimentella albumet Ear Bitten hade namnet ändrats till S. Gruppen var de första åren en skiftande konstellation med den gemensamma nämnaren Tom Ellard, som sedan 1985 i princip varit ensam medlem, även om till exempel videoteknikern Stephen R Jones och senare webmastern Stephen M Jones även setts som medlemmar - faktiskt har Ellard har gjort uttalanden om att han ser alla som är involverade i gruppens arbete, inklusive publiken (!), som medlemmar. Denna kollektivistiska grundsyn märks även i att gruppen genom sin webbsida erbjuder "exhibit spaces", där vem som helst kan ställa ut ljud-, bild-, video-kompositioner, etc.
Genom åren har även gruppen gått från en tydligt experimentell, svårlyssnad musik, ofta baserad på så kallade "tape-loopar", till en mer lättillgänglig, dansant popmusik - dock hela tiden med en experimentell underström. Så fick S. en smärre USA-hit 1988 med singeln "Greater Reward", och hade en Topp 20-singel i Australien 1994 med "Heart of the Party". Kort därefter hade dock gruppen fått nog av skivindustrin, och då tekniken gav möjligheten övergick de till egenhändig produktion av CD- och DVD-skivor - utgåvor som med åren blivit allt mer proffsigt paketerade.
Ellard har även utvecklats till en tämligen begåvad videoregissör, och sammanställer numera alla gruppens videor själv. 2004 fick han dock stå tillbaka för en annan regissör, Kriv Stenders, då denne bad Ellard att göra filmmusiken till långfilmen The Illustrated Family Doctor - för denna musik fick Ellard 2005 mottaga en ARIA Award för bästa Original Soundtrack.
Om åren kring 1990 markerar gruppens kommersiella höjdpunkt, kan därför deras konstnärliga hödjpunkt anses ligga i nutiden.
- För mer information, se Sevcom .
- För en fullständig diskografi, se .